# Mompantero
Mompantero (piemontesisch Mompantè, frankoprovenzalisch Mumpantìa, französisch Montpantier) ist eine Gemeinde in der italienischen Metropolitanstadt Turin (TO), Region Piemont.

## Lage und Einwohner
Mompantero liegt knapp 60 km westlich von Turin im Susatal und ist Mitglied in der Bergkommune Comunità Montana Bassa Valle di Susa e Val Cenischia. Die Gemeinde besteht aus den Ortsteilen Urbiano, Seghino, Pietrastretta, Grangia, Marzano, San Giuseppe und Trinità. Der Ort liegt auf einer Höhe von 531 m s.l.m. und umfasst eine Fläche von 30,1 km². Das Gemeindegebiet liegt am Fuße des 3538 m hohen Rocciamelone und hat 611 Einwohner (Stand 31. Dezember 2023).
Die Nachbargemeinden sind Usseglio, Novalesa, Venaus, Bussoleno, Giaglione und Susa.

## Geschichte

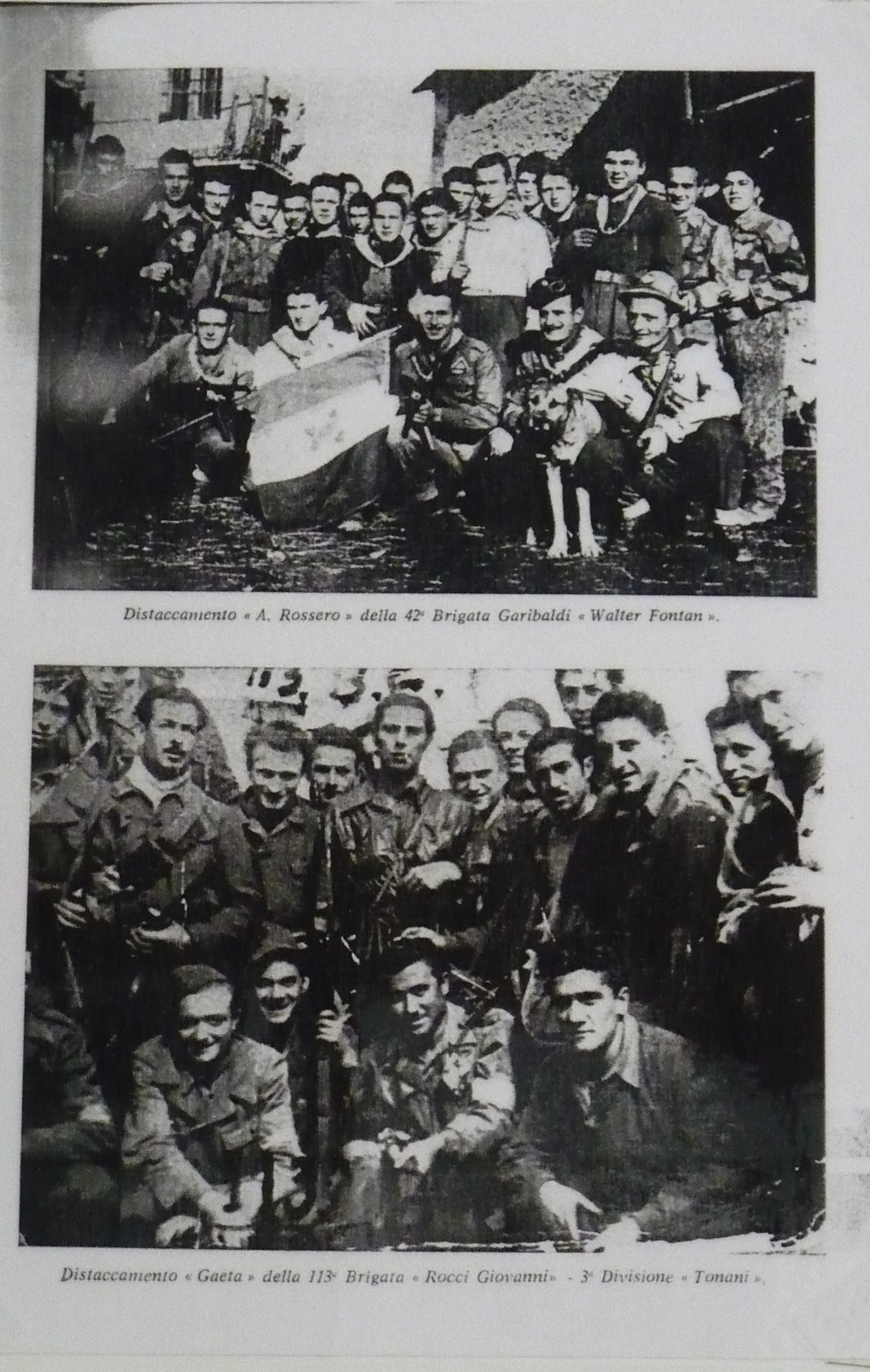
Bild aus dem Widerstandsmuseum Mompantero

Die Gemeinde Mompantero ist eng mit den Ereignissen des Widerstands während des 2. Weltkrieges verbunden. Unter all den Ereignissen ist sicherlich die Schlacht zu erwähnen, die am 26. August 1944 in der Nähe des Dorfes Grange Sevine zwischen der Partisanendivision „Stellina“ unter der Führung des Kommandeurs „Aldo Laghi“ Giulio Bolaffi und den Nazi-Faschisten stattfand. Es steht jetzt ein Gedenkstein auf 1.960 m Höhe. 
Zur Erinnerung an dieses Ereignis wird seit 1988 auf den Partisanenwegen der internationale Berglaufwettbewerb „Memorial Partigiani Stellina“ ausgetragen.
Im Gemeindehaus ist das Widerstandsmuseum zu besichtigen.